# Między jawą a snem
Między jawą a snem – drugi album studyjny polskiej piosenkarki Candy Girl, wydany przez Universal Music Polska w październiku 2011. Został nagrany w dwóch wersjach językowych, polskiej (Między jawą a snem) i angielskiej (Between Sleep And Wakefulness). Jedynie polskojęzyczna wersja albumu została wydana. Album wydano został jedynie cyfrowo. Reedycja płyty pt. Crazy – Między jawą a snem wydana została w formie fizycznej przez EMI Music Poland.

## Lista utworów
Opracowano na podstawie materiału źródłowego
Pop
1. "Jesteś jak sen" (muz. B. Hetmańska, P. Gawlik sł. B. Hetmańska)
2. "Mamma" (muz. B. Hetmańska, P. Gawlik sł. B. Hetmańska)
3. "Nie mogę w nocy spać/Never Be Desame" (muz. B. Hetmańska, P. Gawlik sł. B. Hetmańska)
4. "Superhero" (muz. B. Hetmańska, P. Gawlik sł. B. Hetmańska)
5. "Tamten czas/Little Word" (muz. B. Hetmańska, P. Gawlik sł. B. Hetmańska)
6. "Sen" (muz. B. Hetmańska, P. Gawlik sł. B. Hetmańska)
7. "Mróz" (muz. B. Hetmańska, P. Gawlik sł. B. Hetmańska)
8. "In My Life" (muz. B. Hetmańska, P. Gawlik sł. B. Hetmańska)
9. "Tobą być" (muz. B. Hetmańska, P. Gawlik sł. B. Hetmańska)
10. "Crazy" (muz. B. Hetmańska, P. Gawlik sł. B. Hetmańska)
11. "Z dnia na dzień/Save Me" (muz. B. Hetmańska, P. Gawlik sł. B. Hetmańska)
12. "Obsesja" (muz. B. Hetmańska, P. Gawlik sł. B. Hetmańska)

Elektronika
1. "Mofo Rock Shit" (muz. P. Zala sł. B. Hetmańska)
2. "Hello" (muz. Lambretto sł. B. Hetmańska)
3. "In Love In the Sound" (muz. Lambretto sł. B. Hetmańska)
4. "Movin'" (muz. Dav Bass sł. B. Hetmańska)
5. "Spinning Around" (muz. B. Hetmańska, P. Gawlik sł. B Hetmańska)
6. "Take It Off" (muz. P. Zala sł. B. Hetmańska)
7. "Do It Just 4 U" (muz. D-seven sł. B. Hetmańska)
8. "News!" (muz. B. Hetmańska, P. Gawlik sł. B. Hetmańska)
9. "Do Whatever" (muz. D-seven sł. B. Hetmańska)
10. "Shotgun" (muz. B. Hetmańska, P. Gawlik sł. B. Hetmańska)
11. "F.A.K.E. Boy" (muz. B. Hetmańska, P. Gawlik sł. B. Hetmańska)
12. "Glass" (muz. B. Hetmańska, P. Gawlik sł. B. Hetmańska)

## Skład
Opracowano na podstawie materiału źródłowego
- Produkcja: B. Hetmańska, P. Gawlik, D-Seven (CD2)
- Programowanie, Gitara i Bas: P. Gawlik

gitarami Pawła Gawlika opiekuje się Marek Leuto
- orkiestra w piosence "Mróz" została napisana przez Andrzeja Bonarka
- Miks i Mastering: Jacek Gawłowski

## Crazy – Między jawą a snem

### Lista utworów
CD 1
1. "Jesteś jak sen" (muz. B. Hetmańska, P. Gawlik sł. B. Hetmańska)
2. "Mamma" (muz. B. Hetmańska, P. Gawlik sł. B. Hetmańska)
3. "Nie mogę w nocy spać/Never Be Desame" (muz. B. Hetmańska, P. Gawlik sł. B. Hetmańska)
4. "Superhero" (muz. B. Hetmańska, P. Gawlik sł. B. Hetmańska)
5. "Tamten czas/Little Word" (muz. B. Hetmańska, P. Gawlik sł. B. Hetmańska)
6. "Sen" (muz. B. Hetmańska, P. Gawlik sł. B. Hetmańska)
7. "Mróz" (muz. B. Hetmańska, P. Gawlik sł. B. Hetmańska)
8. "In My Life" (muz. B. Hetmańska, P. Gawlik sł. B. Hetmańska)
9. "Tobą być" (muz. B. Hetmańska, P. Gawlik sł. B. Hetmańska)
10. "Crazy" (muz. B. Hetmańska, P. Gawlik sł. B. Hetmańska)
11. "Z dnia na dzień/Save Me" (muz. B. Hetmańska, P. Gawlik sł. B. Hetmańska)
12. "Obsesja" (muz. B. Hetmańska, P. Gawlik sł. B. Hetmańska)
13. "Crazy" (wersja polskojęzyczna)

CD 2
1. "Mofo Rock Shit" (muz. P. Zala sł. B. Hetmańska)
2. "Hello" (muz. Lambretto sł. B. Hetmańska)
3. "In Love In the Sound" (muz. Lambretto sł. B. Hetmańska)
4. "Movin'" (muz. Dav Bass sł. B. Hetmańska)
5. "Spinning Around" (muz. B. Hetmańska, P. Gawlik sł. B Hetmańska)
6. "Take It Off" (muz. P. Zala sł. B. Hetmańska)
7. "Do It Just 4 U" (muz. D-seven sł. B. Hetmańska)
8. "News!" (muz. B. Hetmańska, P. Gawlik sł. B. Hetmańska)
9. "Do Whatever" (muz. D-seven sł. B. Hetmańska)
10. "Shotgun" (muz. B. Hetmańska, P. Gawlik sł. B. Hetmańska)
11. "F.A.K.E. Boy" (muz. B. Hetmańska, P. Gawlik sł. B. Hetmańska)
12. "Glass" (muz. B. Hetmańska, P. Gawlik sł. B. Hetmańska)
13. "With Me" (feat. MK Schulz)